# 오승훈 (배우)
오승훈(본래 1991년 2월 11일 ~ )은 대한민국의 배우이자 모델이다.

## 학력
- 초등학교 1997~2003
- 중학교 2003~2006
- 고등학교 2006~2009
- 경희대학교 스포츠지도학과

## 출연작

### 드라마
- 2017년 SBS 수목드라마 《피고인》 - 김석 역
- 2017년 SBS 월화드라마 《의문의 일승》 - 기면중 역
- 2019년 MBC 월화드라마 《아이템》 - 서요한 역
- 2020년 KBS2 단막극 《KBS 드라마 스페셜 - 모단걸》 - 종석 역
- 2022년 SBS 금토드라마 《악의 마음을 읽는 자들》 - 조강무 역 (1회 ~ 2회 특별출연)
- 2022년 KBS2 월화드라마 《붉은 단심》 - 혜강/정시월 역 (7회 ~ 14회 특별출연)
- 2024년 Disney+ 오리지널 드라마 《삼식이 삼촌》 - 안기철 역
- 2024년 KBS2 단막극 《드라마 스페셜 - 핸섬을 찾아라》 - 큐티 역

### 영화
- 2017년 영화 《메소드》 ... 영우 역
- 2018년 영화 《괴물들》... 상철 역
- 2020년 영화 《공수도》 ... 종구 역
- 2023년 영화 《봉태리》 .. 일우 역
- 2023년 영화 《독전 2》 ... 락 역

### 연극
- 《렛미인》 (2016년) - 오스카 역
- 《나쁜자석》 (2017년) - 고든 역
- 《M.Butterfly》 (2017년) - 송릴링 역
- 《에쿠우스》 (2018년) - 알런 스트랑 역
- 《해롤드와 모드》 (2021년) - 해롤드 역

### 방송
- 《버저비터》 (2017년, tvN)

### 뮤직비디오
- 박지헌 - 다시 겨울 (2014년)

### 광고
- 삼성전자 올쉐어 스타 DJ 스파이더
- 삼성캠퍼스톡 업앤업 주스트럭
- 남성복 MVIO
- 롯데제과 롯데껌 껌스타그램
- SK텔레콤 5G에 꽂히다 - 혼밥 편, 조별과제 편

## 수상 및 후보
| 연도 | 시상식            | 부문       | 작품   | 결과 |
| ---- | ----------------- | ---------- | ------ | ---- |
| 2018 | 제5회 들꽃영화상  | 신인배우상 | 메소드 | 수상 |
| 2018 | 제23회 춘사영화제 | 신인남우상 | 메소드 | 수상 |
| 2018 | 제27회 부일영화상 | 신인남우상 | 메소드 | 후보 |
| 2018 | 제55회 대종상     | 신인남우상 | 메소드 | 후보 |